# Jüdischer Autonomismus
Jüdischer Autonomismus war eine politische Bewegung, die Ende des 19. /Anfang des 20. Jahrhunderts in Osteuropa in Erscheinung trat. Die Strömung positionierte sich anfänglich jenseits der Zionisten und jenseits der Assimilationisten, kann aber als integrativste Spielart des jüdischen Nationalismus gesehen werden, da sie im Verlauf  ihre starke Abgrenzung zu den anderen Lagern zugunsten einer nationalen Sammlungsbewegung aufgab. Begründer war der Historiker und Aktivist Simon Dubnow. Er versuchte, die kollektiven Erfahrungen der jüdischen Selbstverwaltung in Osteuropa angesichts der zunehmenden Bedrohung der Juden in den verschiedenen Ländern in moderne politische Repräsentantionsformen zu überführen. Ausdruck dessen ist u. a. seine Mitarbeit am Züricher Rat für jüdische Minderheitenrechte (1927) und an der Etablierung des Jüdischen Weltkongresses (1936).
Dem jüdischen Autonomismus lag die Idee zugrunde, das die Stärke der jüdischen Nation gerade in ihren multiplen Diasporaerfahrungen lag und weiterhin liegen wird. Daraus wurde abgeleitet, dass eine Diasporaorganisation als politischer Repräsentanz auf internationaler Ebene geschaffen werden müsse. das zukünftige Überleben der Juden als Volk hänge von seiner geistlichen und kulturellen Kraft ab; sie propagierten eine „spirituelle Nationalität“, die in der die Diaspora zu entwickeln sei, eine Selbstverwaltung der jüdischen Gemeinden, und lehnten eine Assimilation ab.
Ausdruck fand der jüdische Autonomismus in der Folkspartei. Unterschiedliche Forderungen des Autonomismus wurden auch von sejmistischen und sozialistischen jüdischen Parteien, wie dem Bund übernommen.
Manche Gruppen vermischten den Gedanken des Autonomismus mit dem Zionismus: Sie verfochten eine jüdische Selbstverwaltung in der Diaspora, solange bis die Diaspora-Juden die Alija in ihre nationale Heimat in Zion antraten.
Nach der Schoa verschwand der Gedanke des Autonomismus praktisch aus der jüdischen Philosophie.